# Flanagan
Otok Flanagan (ponekad se u starijim kartama naziva Witch Island) je otok koji se nalazi unutar arhipelaga Djevičanskih otoka u Karibima i čini dio Američkih Djevičanskih otoka.
Nalazi se nedaleko od istočnog kraja otoka St. John. Dugi niz godina otok je bio između pomorskih granica Britanskih Djevičanskih otoka i Američkih Djevičanskih otoka. Međutim, Ministarstvo vanjskih poslova Ujedinjenog Kraljevstva i Commonwealtha službeno je odustalo od svog prava na otok Flanagan 1977. u sporazumu s američkim izaslanstvom koje je predvodio David Colson, zamjenik pomoćnika tajnika za oceane, Ministarstvo vanjskih poslova SAD-a.
Otok Flanagan je nenaseljen i smatra se prirodnim rezervatom. Međutim, nije dio nacionalnog parka Djevičanskih otoka koji čini otprilike 75% St. Johna i susjednih otoka.